# Steven Peter Luštica
Steven Peter Luštica (Canberra, 12. travnja 1991.) australski je nogometaš hrvatskog podrijetla koji igra na poziciji veznog. Trenutačno igra za Melbourne Knights. 
Prvi službeni nastup za Hajduk zabilježio je 13. kolovoza 2011. godine protiv Istre 1961, kada nastupa u početnom sastavu, a utakmica je završila gostujućom pobjedom Hajduka od 0:3.
Statistika u Hajduku
| Natjecanje        | Nastupi | Zgoditci |
| ----------------- | ------- | -------- |
| Prvenstvo         | 18      | 1        |
| Kup               | 3       | 0        |
| Superkup          | 0       | 0        |
| Međunarodne       | 2       | 0        |
| Splitski podsavez | 0       | 0        |
| Ukupno            | 23      | 1        |
| Prijateljske      | 23      | 2        |
| Sveukupno         | 46      | 3        |

## Vanjske poveznice
- Profil na Transfermarktu
- Profil na Soccerwayu